# Europa Południowa

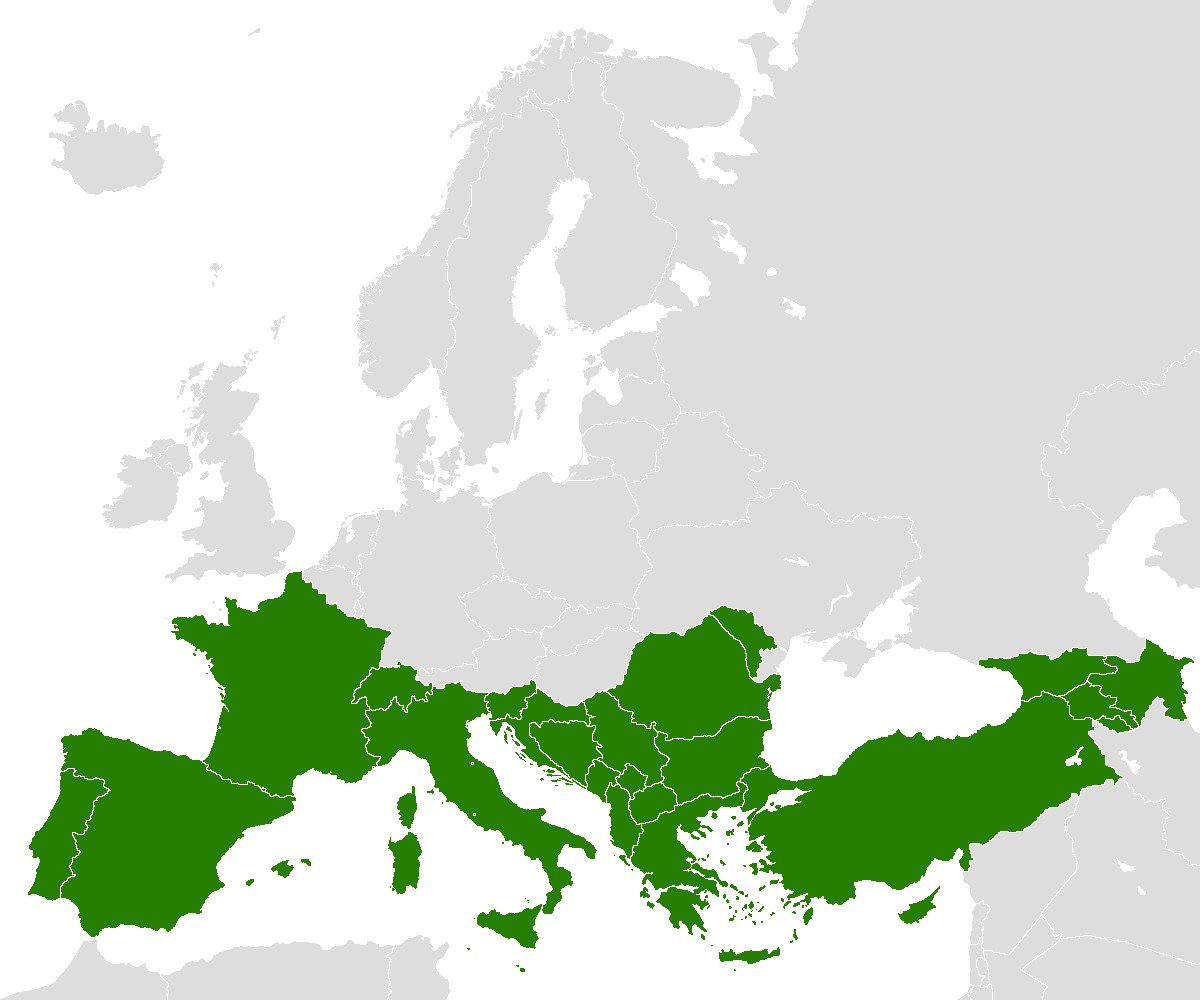
Europa Południowa

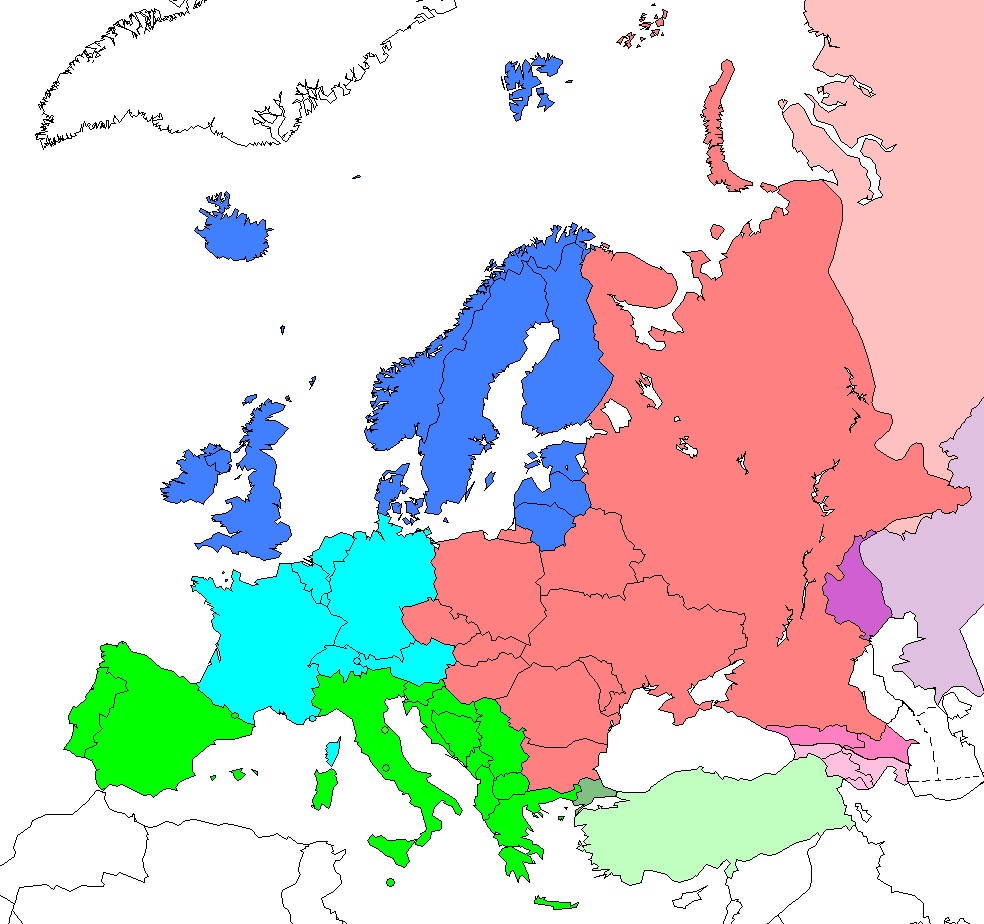
Wielkie regiony Europy według klasyfikacji statystycznej ONZ. Obszar Europy Południowej został oznaczony kolorem zielonym

Europa Południowa (Europa Śródziemnomorska) – państwa trzech wielkich półwyspów na południu Europy: Iberyjskiego (Europa Południowo-Zachodnia), Apenińskiego i Bałkańskiego (Europa Południowo-Wschodnia) oraz szeregu wysp na Morzu Śródziemnym. Kraje Europy Południowej łączy dziedzictwo Starożytnej Grecji i Starożytnego Rzymu oraz powiązania gospodarcze w basenie Morza Śródziemnego.
Zgodnie z danymi Światowej Organizacji Turystyki (UNWTO), w 2015 roku kraje Europy Południowej (Europy Śródziemnomorskiej) odwiedziło ponad 225 milionów turystów (4,8% więcej niż w roku poprzednim), generując przychody na poziomie 176 mld dolarów. Jest to najwyższa liczba turystów wśród wszystkich części świata.
Najbogatsze państwa Europy Południowej utworzyły zrzeszenie EuroMed.

## Klimat
Dominującym klimatem w Europie Południowej jest klimat subtropikalny trzech typów: klimat śródziemnomorski, klimat subtropikalny wilgotny (ang. humid subtropical climate), subtropikalny klimat morski, natomiast w wysokich górach – klimat alpejski.

## Państwa
Według klasyfikacji ONZ Europa Południowa składa się z następujących państw, w których mieszka ponad 153 mln mieszkańców na powierzchni 1,3 mln km²:
| Państwo              | Powierzchnia (km²) | Liczba ludności |
| -------------------- | ------------------ | --------------- |
| Albania              | 28 748             | 2 821 977       |
| Andora               | 468                | 84 082          |
| Bośnia i Hercegowina | 51 129             | 4 613 414       |
| Chorwacja            | 56 594             | 4 489 409       |
| Czarnogóra           | 13 812             | 672 181         |
| Gibraltar            | 7                  | 29 431          |
| Grecja               | 131 990            | 11 295 002      |
| Hiszpania            | 504 030            | 46 030 109      |
| Macedonia Północna   | 25 713             | 2 114 550       |
| Malta                | 316                | 514 564         |
| Portugalia           | 92 090             | 11 317 192      |
| San Marino           | 61                 | 31 716          |
| Serbia               | 88 361             | 7 120 666       |
| Słowenia             | 20 273             | 2 054 199       |
| Watykan              | 0,43               | 823             |
| Włochy               | 301 338            | 60 418 711      |
| Razem                | 1 314 930,44       | 153 540 012     |

Klasyfikacja ONZ nie obejmuje części wybitnie południowo-europejskich, jak np. południowej (śródziemnomorskiej) części Francji, w szczególności – Oksytani i Korsyki (francuskiej wyspy na Morzu Śródziemnym) oraz wschodniej części Bałkanów, np.  Bułgaria,  Rumunia i Kosowo.
Dodatkowo do Europy Południowej zaliczane są  Cypr i  Turcja (np. przez Światową Organizację Turystyki (UNWTO)), choć Cypr geograficznie leży w Azji Zachodniej oraz tylko Tracja, mała część Turcji leży w Europie. Rzadziej do Europy Południowej zaliczane są państwa Kaukazu:  Gruzja,  Armenia,  Azerbejdżan (leżące generalnie w zachodniej Azji, gdzie fragmenty leżą w Europie).

## Miasta
Spośród 10 największych zespołów miejskich Unii Europejskiej, sześć znajduje się w Europie Południowej. Największe metropolie Południowej Europy (zespół miejski powyżej 1 miliona mieszkańców):
| Miasto    | Liczba ludności | Zespół miejski | Region metropolitalny | Państwo    |
| --------- | --------------- | -------------- | --------------------- | ---------- |
| Madryt    | 3 165 235       | 6 006 000      | 6 476 838             | Hiszpania  |
| Rzym      | 2 869 461       | 3 207 000      | 4 353 738             | Włochy     |
| Barcelona | 1 611 822       | 4 735 000      | 5 474 482             | Hiszpania  |
| Mediolan  | 1 353 882       | 5 290 000      | 4 994 000             | Włochy     |
| Belgrad   | 1 166 763       | 1 090 000      |                       | Serbia     |
| Neapol    | 959 052         | 3 303 000      | 3 107 006             | Włochy     |
| Turyn     | 911 823         | 1 431 000      | 2 277 857             | Włochy     |
| Walencja  | 809 267         | 1 547 000      | 2 656 841             | Hiszpania  |
| Sewilla   | 703 021         | 1 138 000      | 1 959 394             | Hiszpania  |
| Ateny     | 664 046         | 3 417 000      | 3 773 559             | Grecja     |
| Lizbona   | 545 245         | 2 832 000      | 2 899 670             | Portugalia |
| Porto     | 237 584         | 1 364 000      | 1 774 104             | Portugalia |

Miasta w Europie Południowej poza klasyfikacją ONZ:
| Miasto         | Liczba ludności | Zespół miejski | Region metropolitalny | Państwo     |
| -------------- | --------------- | -------------- | --------------------- | ----------- |
| Stambuł (info) | 14 377 019      | 13 995 000     |                       | Turcja      |
| Baku (info)    | 2 293 100       | 3 015 000      |                       | Azerbejdżan |
| Erywań (info)  | 2 963 900       | 1 411 000      |                       | Armenia     |
| Bukareszt      | 1 883 425       | 1 880 000      | 2 287 347             | Rumunia     |
| Sofia          | 1 291 895       | 1 330 000      | 1 681 592             | Bułgaria    |
| Tbilisi (info) | 1 171 100       | 1 064 000      |                       | Gruzja      |
| Marsylia       | 850 636         | 1 406 000      | 3 183 476             | Francja     |
| Tuluza         | 509 200         | 946 000        | 1 470 355             | Francja     |
| Nicea          | 348 085         | 871 000        | 1 114 308             | Francja     |